# Anorak
Anorak je vremensko obstojen jopič s kapuco. Na sprednji strani ima le odprtino za glavo, ki se lahko zapre z gumbi ali zadrgo. Danes pogosto imenujejo anorak tudi jopiče, ki se dajo na celotni sprednji strani odpreti.
Ime izhaja iz jezika zahodnogrenlandskih Eskimov. Prvotno so delali anorake iz tjulenjevih kož, danes pa izključno iz sintetičnih tkanin. Te morajo odbijati vlago in biti prepustne za zrak. Praviloma imajo puhasto podlogo.